# Erastria humbloti
Erastria humbloti är en fjärilsart som beskrevs av Charles Oberthür 1912. Erastria humbloti ingår i släktet Erastria och familjen mätare. Inga underarter finns listade i Catalogue of Life.